# Jean-Claude Suaudeau
Jean-Claude Suaudeau (Cholet, 24 maggio 1938) è un allenatore di calcio ed ex calciatore francese.

## Carriera

### Calciatore
La carriera di Jean-Claude Suaudeau è esclusivamente legata al Nantes, in cui approdò come calciatore nel 1960, dopo essersi formato nel club della sua città natale. Giocò nella squadra fino al 1969, anno del suo ritiro dal calcio giocato, vincendo due campionati consecutivi (1964-1965, 1965-1966). Fu inoltre convocato in nazionale tra il 1966 e il 1967, giocando quattro partite.

### Allenatore
Entrato nel 1973 nello staff tecnico del Nantes come allenatore del settore giovanile della squadra, nel 1982 prese per la prima volta la guida della squadra, conducendola verso la vittoria del suo sesto titolo dopo aver operato alcuni cambiamenti tecnici. Rimasto sulla panchina del Nantes fino al 1988, fu richiamato durante la stagione 1990-1991 in sostituzione di Miroslav Blažević. Nonostante gli iniziali problemi finanziari, Suaudeau riuscì a ricostruire la squadra dando vita ad un nuovo ciclo di risultati tra il 1994 e il 1996, in cui i canarini vinsero il loro settimo titolo stabilendo, tra l'altro, alcuni primati di imbattibilità, e raggiunsero le semifinali di Champions League l'anno successivo.

## Palmarès

### Calciatore
- Campionato francese: 2

Nantes: 1964-1965, 1965-1966
- Supercoppa francese: 1

Nantes: 1965

### Allenatore

#### Competizioni nazionali
- Campionato francese: 2

Nantes: 1982-1983, 1994-1995

#### Individuale
- Allenatore francese dell'anno: 3

1985, 1992, 1994